# Sofiane Harkat
Sofiane Harkat, né le 26 janvier 1984 à Alger, est un footballeur algérien qui joue au poste de défenseur central.

## Biographie
Sofiane Harkat connaît sa première sélection en équipe nationale espoir d'Algérie le 14 janvier 2005 face à la Biélorussie, lors d'un tournoi à Doha au Qatar. Il est titulaire lors de ce tournoi où l'Algérie termine 4e, puis aux Jeux de la solidarité islamique de 2005, et aux Jeux méditerranéens de 2005. Ce défenseur formé à l'USM El Harrach (Alger), signe à la Jeunesse sportive de Kabylie en juin 2005 pour un contrat de 3 ans.
- Il est convoqué pour la première fois en équipe d'Algérie A le 26 février 2006 face au Burkina Faso
- Il est sélectionné pour les Jeux Africains 2007.

## Palmarès
- Champion d'Algérie en 2006 et 2008 avec la JS Kabylie.
- Vice-champion d'Algérie en 2007 avec la JS Kabylie.
- Finaliste de la supercoupe d'Algérie en 2006 avec la JS Kabylie.